# Olga Petit
Sophie Balachowsky-Petit, dite Olga Petit, née à Korsoun (Empire russe) le 16 mars 1870 et morte à Paris 16e le 2 juin 1966, est la première femme en France à prêter le serment d’avocat, le 6 décembre 1900, précédant de quelques jours Jeanne Chauvin et Marguerite Dilhan, qui prête serment en 1903. Après la révolution russe de 1917, elle aide de nombreux compatriotes, dont plusieurs célèbres écrivains, hommes politiques et musiciens, à émigrer et s’installer en France.

## Biographie
Sophie Balachowsky-Petit naît le 16 mars 1870 à Korson, dans l'Empire russe, commune devenue depuis Korsoun-Chevtchenkivskyï en Ukraine. Nommée Scheïna Léa Balachowsky, elle est renommée « Sophie » en France ou des fois « Sonia » ; les noms Olga, Grigorievna et Herzovna  sont aussi parfois inclus dans son nom complet. Ses parents sont Herz Balachowsky, un industriel de Kiev, décédé dans cette même ville le 23 juillet 1917, et Clara Balachowsky (née Sklovsky).  

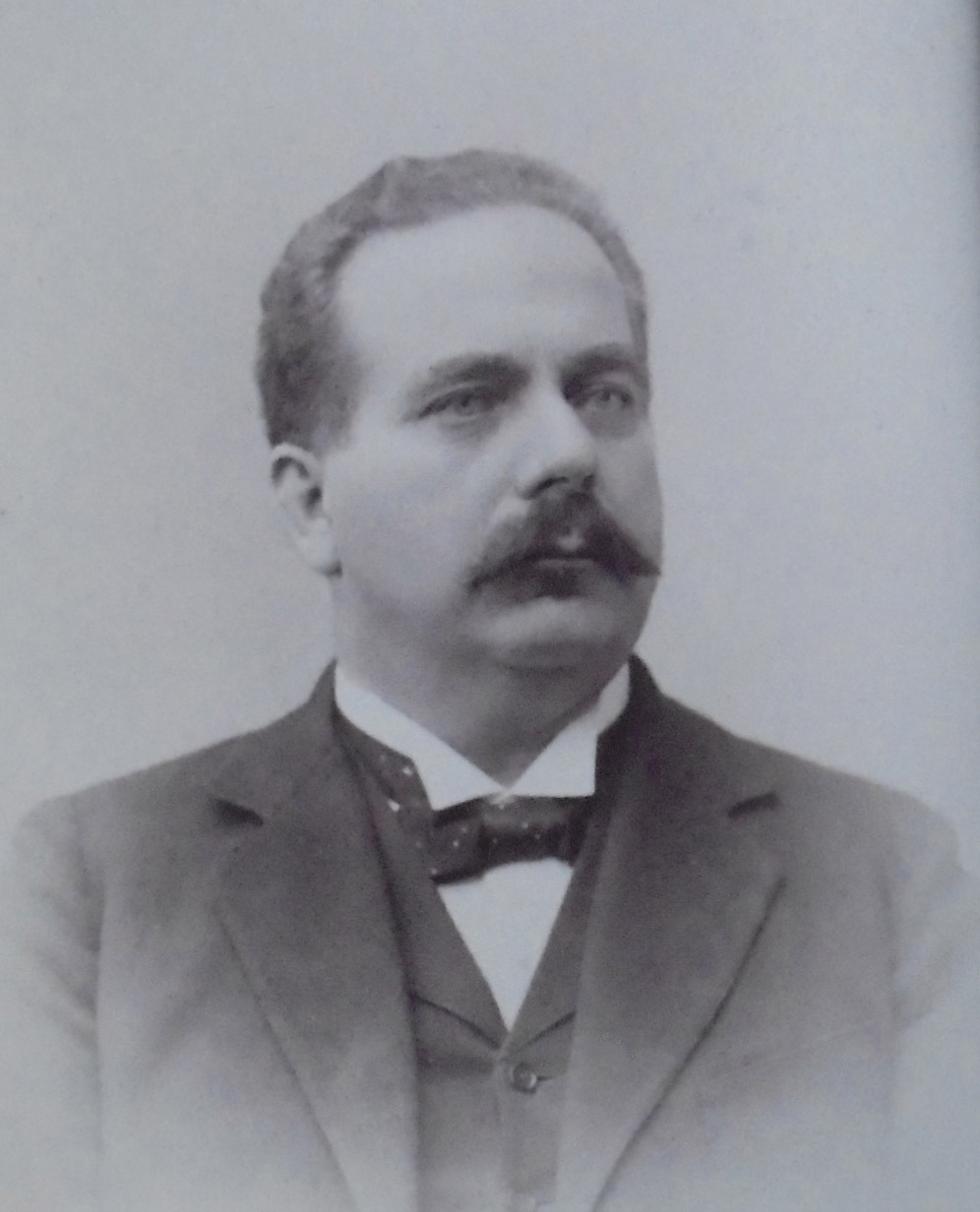
Herz Balachowsky.
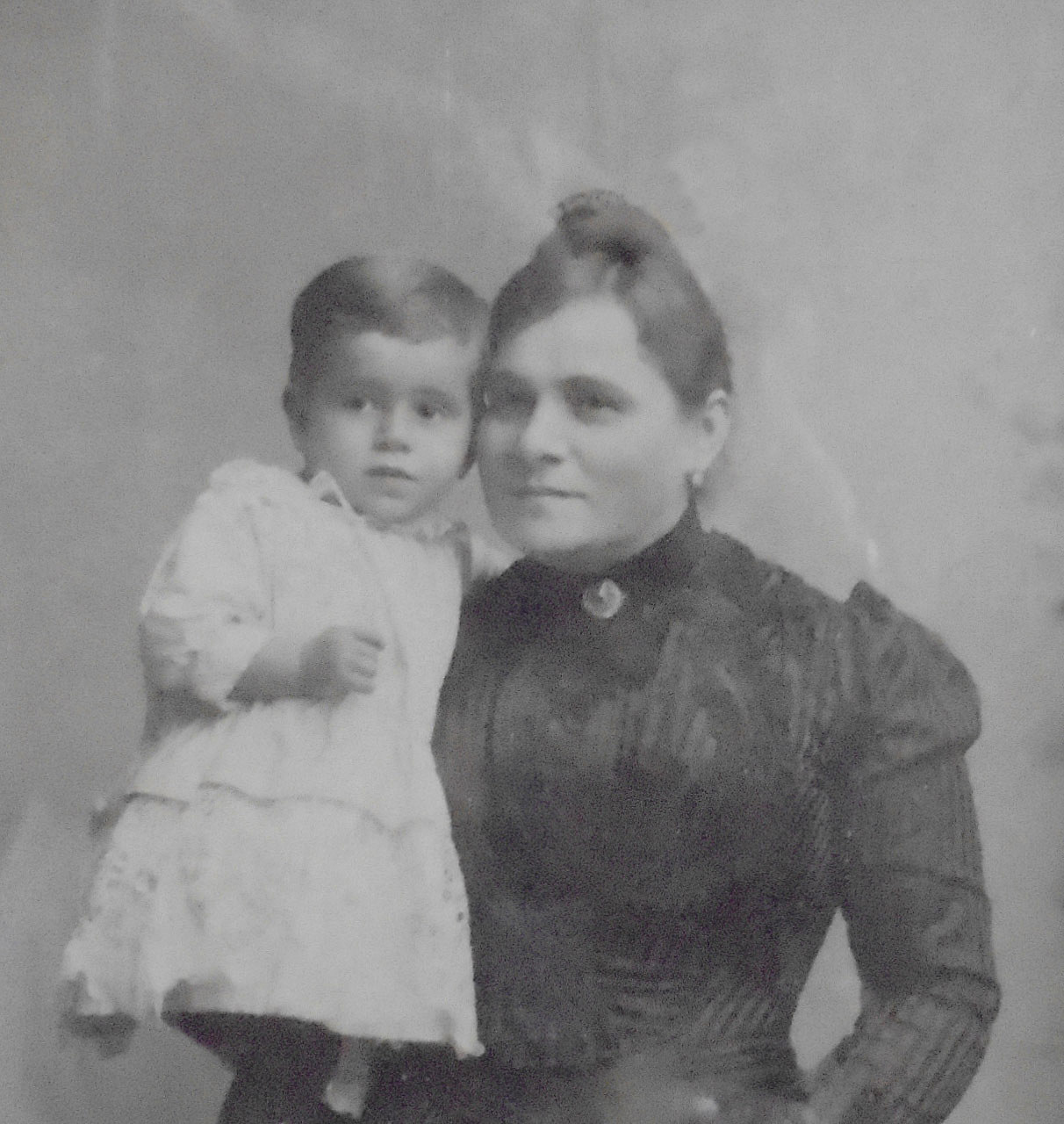
Clara Balachowsky.

Son frère, Daniel Gregorovitch Balachowsky, fut agent consulaire de France à Kiev ; sa femme était la sœur du philosophe Lev Chestov. Son frère Arnold Balachowsky, un agronome, épousa une Française, Aménaïde Charlotte de Féraudy, et leur fils, le professeur Alfred-Serge Balachowsky, fut un éminent entomologiste et résistant lors de la Seconde Guerre mondiale.
Pendant ses études de droit à Paris, à partir de 1888, Sophie Balachowsky habite avec Zinaïda Vengerova, étudiante à la Sorbonne devenue critique littéraire. Elles étaient des amies de longue date, s'étant rencontrées en Russie. 

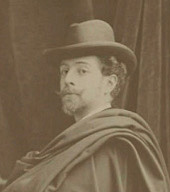
Eugène Petit (1871-1938).

Alors étudiantes à Paris, elles deviennent des amies proches de Piotr Lavrovich Lavrov (1823-1900), un révolutionnaire, philosophe et critique littéraire russe. Chez lui, elles rencontrent la fille de Karl Marx, Laura (1845-1911) et son mari Paul Lafargue (1842-1911), qui avait été un ami du théoricien. Le père de Zinaïda Vengerova était très inquiet du « manque de fiabilité » politique des amis de sa fille et lui demanda d'expliquer à l'ambassadeur de Russie qu'elle n'était à Paris que pour ses études et n'était impliquée dans aucune activité politique,. Sophie Balachowsky (rappel) était issue d’une famille aisée et aidait souvent d'autres étudiants et des amis, comme Zinaïda Vengerova,. 
Le 28 mai 1896, elle se marie avec Eugène Petit, avocat et journaliste politique, à la mairie du 6e arrondissement de Paris. Elle avait rencontré Eugène Petit quelques années plus tôt, lors d'un bal organisé par la faculté de droit. Eugène Petit, diplômé de la même faculté de droit, était avocat à la cour d'appel de Paris. Ils partageaient l'amour de la littérature russe. Sophie Balachowsky a écrit un certain nombre de pièces de théâtre et quelques romans. La plus célèbre de ses pièces de théâtre, Fantômes de la Vie ou Mirra, a été jouée dans les premières années du XXe siècle par la compagnie de théâtre de Pavel Gaideburov,.

## La première femme avocate en France

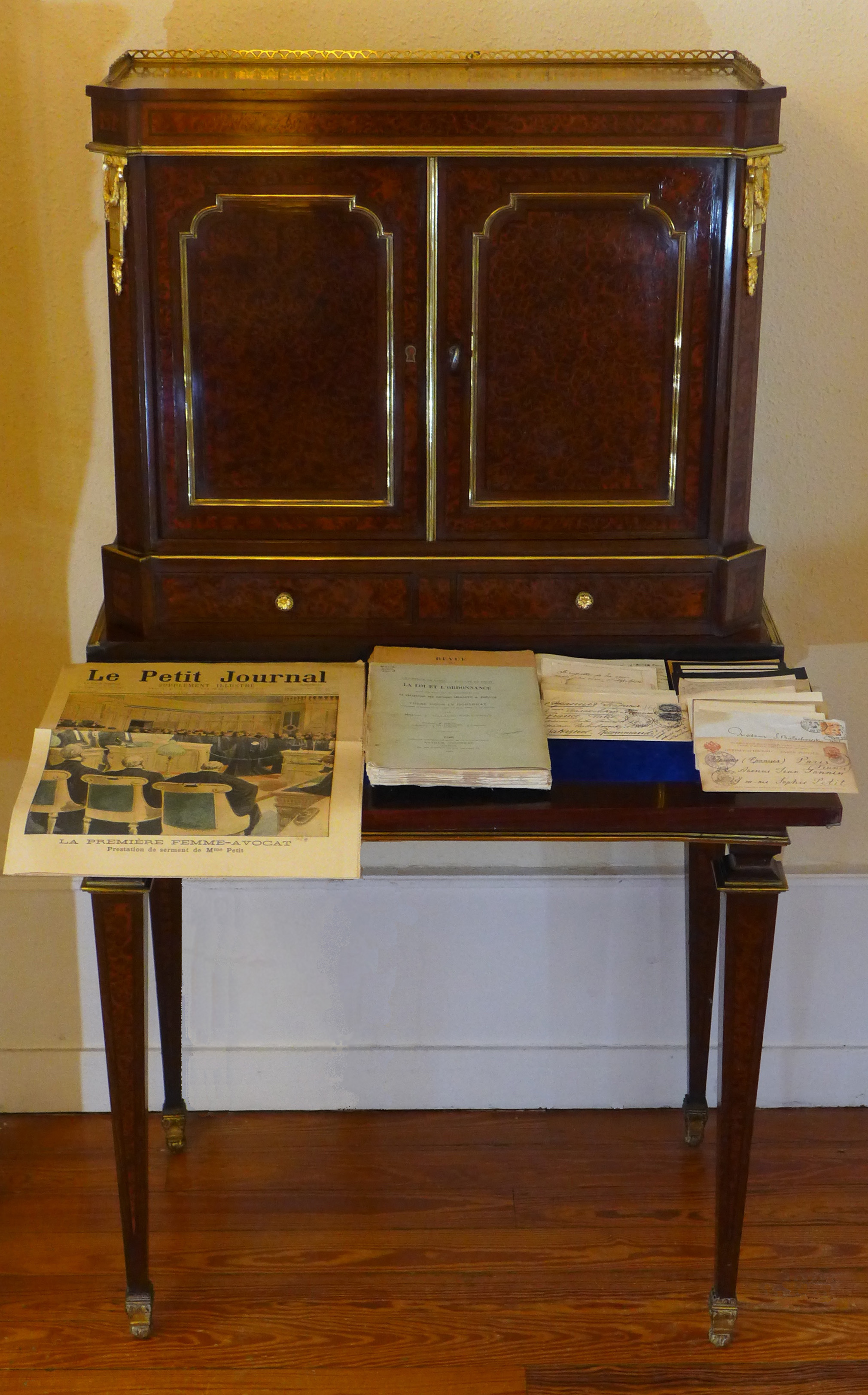
Le bonheur-du-jour de Sophie Balachowsky-Petit, réalisé par Jean-Pierre Alexandre Tahan, qu'elle utilisa lorsqu'elle devint la première femme avocate en 1900. Sur le bureau: lettres de cette période retrouvées dans un compartiment caché, un exemplaire du Petit Journal annonçant sa nomination, sa thèse et la Revue des Deux Mondes du 1er juillet 1937, qui publie une histoire qu'elle a écrite.

Sophie Petit-Balachowsky soutient une thèse en droit : La loi et l’ordonnance dans les États qui ne connaissent pas la séparation des pouvoirs législatif et exécutif. La première partie de sa thèse est une revue historique des lois et ordonnances, suivie d'une analyse des lois et édits (oukases) en Russie et enfin d'un examen des lois et ordonnances en l’ancienne France et en Angleterre avant 1688.  
Le 1er décembre 1900, la profession d’avocat est ouverte aux femmes. Ainsi, le 6 décembre 1900, à l'âge de trente ans, elle est la première femme française à prêter serment comme avocate. Son serment est prononcé à l'audience de la 1re Chambre de la Cour d'appel de Paris, présidée par Émile Forichon.   
Le 19 décembre 1900, Jeanne Chauvin devient, à la suite de Sophie Balchowsky-Petit, avocate. Jeanne Chauvin avait fait campagne pendant de nombreuses années pour le droit des femmes à devenir avocates. Elle sera la première femme à plaider en France en 1901 dans une affaire de contrefaçon de corsets.
Par la suite, Sophie Balachowsky-Petit plaida aussi. Parfois, elle était l'avocate principale, son mari jouant un rôle secondaire, un arrangement qui a provoqué une certaine surprise à l'époque ; des journaux britanniques ont par ailleurs relevé que le tribunal était impressionné par son discours intelligent et pratique.

## Activités pendant la révolution russe
Parlant et écrivant le russe couramment, Eugène Petit était particulièrement bien informé sur les affaires russes, grâce aux nombreux contacts de sa femme et son beau-frère, l’agent consulaire représentant la France à Kiev. Neveu de Théophile Delcassé, qui fut ministre des Affaires étrangères (1898-1905 puis 1914-1915) et ambassadeur en Russie (1913), Eugène Petit, chef de cabinet de la présidence du Conseil, fut envoyé de 1916 à mars 1918 à Petrograd pour la promotion des intérêts économiques de la France.
Il se transforme pendant 1917, à la suite de la révolution, en agent de liaison entre le gouvernement provisoire russe et le gouvernement français, dans le but de maintenir la Russie dans le camp des alliés contre l’Allemagne et de neutraliser l’influence des bolcheviks. Sophie Balachowski-Petit fait également activement campagne pour les mêmes causes que son mari, à travers ses contacts en Russie et en France. Sur ses deniers personnels, elle promeut une mission en Russie pour expliquer l’effort de guerre français.
Malgré les difficultés à correspondre, Eugène Petit envoyait presque chaque jour en France des lettres et rapports officiels, ainsi que des lettres à sa femme, ceux-ci formant une chronique importante des deux révolutions russes de 1917.

## Intellectuels russes émigrés en France

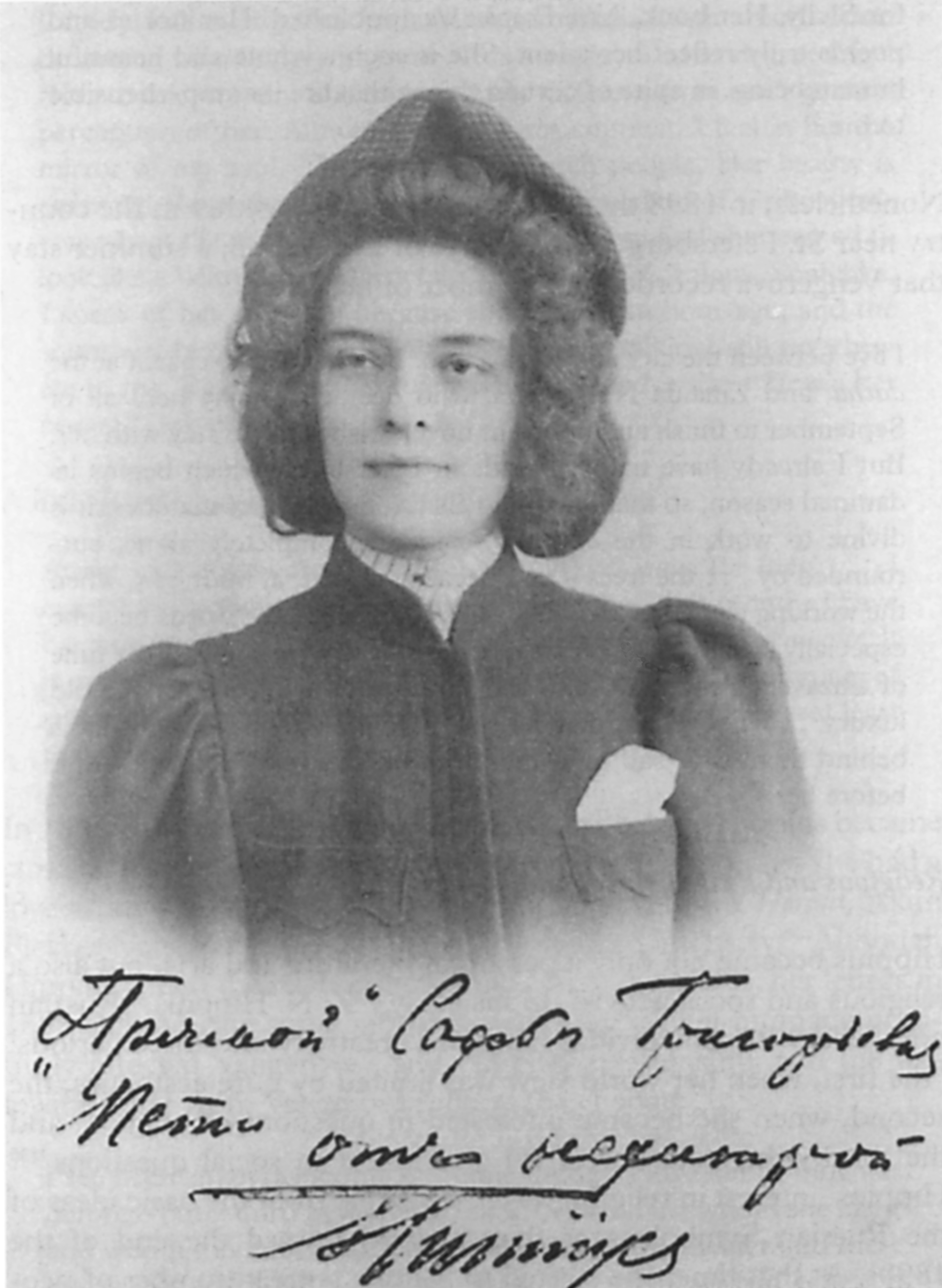
Zinaida Hippius, circa 1900. « Pour la "franche" Sophie d'Hippius ingénue ».

Sophie Balachowsky-Petit connaissait la plupart des intellectuels et hommes politiques russes qui ont émigré en France après la révolution et en a aidé de nombreux à obtenir leurs permis et visas. Par exemple, elle a obtenu des permis de séjour pour le philosophe Lev Shestov et sa famille, et Ivan Bounine, le premier russe à recevoir le prix Nobel de littérature, la poétesse et écrivaine Zinaïda Hippius, et le philosophe Nicolas Berdiaev. Sofia Balachowsky-Petit et Eugène Petit ont joué « un rôle extrêmement important » dans la vie d'Hippius et de Dimitri Merejkovski, en les introduisant dans les cercles politiques, littéraires et théâtraux français.
Chez elle, elle organise des rencontres de nombreux intellectuels et personnalités politiques. Vladimir Nabokov écrit ainsi à sa femme : « Nous avons déjeuné chez Balachowski-Petit, avec Aldanov, Maklakov, Kerensky, Bernatsky ». Il écrit aussi à sa femme le 24 mars 1937: « Sofia Grigorievna Petit m'offre un travail que je vais bien sûr prendre : une traduction d'un livre français en anglais ».
Parmi les musiciens qui ont fréquenté son salon, on compte Nicolas Slonimsky (Sophie Balachowsky a aidé Slonimsky et sa femme à obtenir leurs visas français) et Serge Koussevitzky.
On a dit à propos d'Eugène et de Sophie Petit que « le mari et la femme étaient des personnes d'une intelligence extraordinaire. Ensemble, ils ont laissé une marque indélébile dans les relations politiques et culturelles franco-russes au début du XXe siècle ».
Sophie Balachowski-Petit a donné aux Archives nationales de la France les lettres d'environ 120 émigrés russes, appartenant au monde politique (par exemple, Alexandre Kerenski, Boris Savinkov, Véra Figner), littéraire (Constantin Balmont, Ivan Bounine, Zinaïda Hippius) et philosophique (Nicolas Berdiaev).

## Les dernières années
Les années de la Seconde Guerre mondiale furent une période dangereuse pour les membres de la famille Balachowsky en France. Sophie Balachowsky-Petit était alors veuve (son mari Eugène étant décédé le 26 septembre 1938). Le neveu de Sophie, Alfred Balakowski, a travaillé pour la Résistance et le réseau SOE Prosper-PHYSICIAN. Il fut arrêté le 2 juillet 1943 et incarcéré pendant presque deux ans au camp de concentration de Buchenwald, d'où il réussit à organiser l'évasion de plusieurs aviateurs et agents britanniques qui y avaient été envoyés pour être exécutés.
La femme d'Alfred Balachowski a continué d’être en contact avec le SOE et à fournir des renseignements après l’incarcération de son mari. Alfred Balachowski, son épouse et Sophie Balakowski-Petit ont survécu à la guerre.
Sophie Balachowski-Petit meurt à l'âge de 96 ans et est inhumée à Paris au cimetière de Passy. Elle a fait don à la Bibliothèque nationale de France de sa correspondance avec des personnalités littéraires et politiques, et de la correspondance de son mari Eugène Petit. Ont également été donnés de grands nombres de documents relatifs à Alexandre Dumas père et fils, hérités d’Alexandre Dumas fils, qui forment en grande partie la base de la biographie de la famille Dumas écrite par André Maurois,. La collection Balachowski-Petit de la Bibliothèque nationale comprend également une importante collection de plus d’une centaine de lettres de Madame de Staël.

### Note
1. ↑  La Roumaine Sarmiza Bilcescu, première doctoresse en droit dans le monde, est la première femme à suivre régulièrement les cours à la faculté de droit de l'université de Paris. Elle soutient sa thèse de doctorat en droit en 1890, ayant pour titre De la condition légale de la mère, deux ans avant sa collègue française Jeanne Chauvin.